# Liste der Städte in Mecklenburg-Vorpommern

Die Liste der Städte in Mecklenburg-Vorpommern beinhaltet alle 84 Städte des Landes Mecklenburg-Vorpommern.
Davon liegen:
- 17 Städte im Landkreis Mecklenburgische Seenplatte,
- 16 Städte im Landkreis Ludwigslust-Parchim,
- 14 Städte im Landkreis Vorpommern-Greifswald,
- 13 Städte im Landkreis Rostock,
- 13 Städte im Landkreis Vorpommern-Rügen,
- 9 Städte im Landkreis Nordwestmecklenburg.

Hinzu kommen die beiden kreisfreien Städte Schwerin und Rostock.

## Kreisstädte
Es gibt sechs Kreisstädte in Mecklenburg-Vorpommern:
- Greifswald (Landkreis Vorpommern-Greifswald) Hansestadt
- Güstrow (Landkreis Rostock)
- Neubrandenburg (Landkreis Mecklenburgische Seenplatte)
- Parchim (Landkreis Ludwigslust-Parchim)
- Stralsund (Landkreis Vorpommern-Rügen) Hansestadt
- Wismar (Landkreis Nordwestmecklenburg) Hansestadt

## Tabelle
Die Tabelle ist spaltenweise sortierbar, durch Klick auf den Tabellenkopf (z. B. nach Einwohnern).
| Stadt                  | Wappen                                   | Landkreis                   | erstmals erwähnt | Stadt- recht seit | Fläche in km² | Einwohner Stand 31. Dezember 2023 | Bilder                                                                                           |
| ---------------------- | ---------------------------------------- | --------------------------- | ---------------- | ----------------- | ------------- | --------------------------------- | ------------------------------------------------------------------------------------------------ |
| Altentreptow           | Wappen der Stadt Altentreptow            | Mecklenburgische Seenplatte | 1245             | 1245              | 052,83        | 05.213                            | Das Rathaus und die Petrikirche in Altentreptow                                                  |
| Anklam                 | Wappen der Stadt Anklam                  | Vorpommern-Greifswald       | 1243             | 1264              | 056,57        | 12.363                            | Peene und Anklamer Hafen                                                                         |
| Bad Doberan            | Wappen der Stadt Bad Doberan             | Rostock                     | 1177             | 1879              | 032,74        | 13.105                            | Das Doberaner Münster                                                                            |
| Bad Sülze              | Wappen der Stadt Bad Sülze               | Vorpommern-Rügen            | 1243             | [0]1257           | 026,37        | 01.764                            | Mühle in Bad Sülze                                                                               |
| Barth                  | Wappen der Stadt Barth                   | Vorpommern-Rügen            | 1255             | 1255              | 040,83        | 08.681                            | Lange Straße in Barth                                                                            |
| Bergen auf Rügen       | Wappen der Stadt Bergen auf Rügen        | Vorpommern-Rügen            | 1314             | 1613              | 051,42        | 13.650                            | Bergens ältestes Fachwerkhaus am Markt, im Hintergrund die St. Marienkirche                      |
| Boizenburg/Elbe        | Wappen der Stadt Boizenburg/Elbe         | Ludwigslust-Parchim         | 1158             | 1267              | 047,26        | 10.881                            | Graben um die Boizenburger Innenstadt                                                            |
| Brüel                  | Wappen der Stadt Brüel                   | Ludwigslust-Parchim         | 1222             | [0]1340           | 027,30        | 02.620                            | Der Rote See bei Brüel                                                                           |
| Burg Stargard          | Wappen der Stadt Burg Stargard           | Mecklenburgische Seenplatte | 1244             | [0]1259           | 061,68        | 05.306                            | Die Burg Stargard                                                                                |
| Bützow                 | Wappen der Stadt Bützow                  | Rostock                     | 1171             | 1236              | 039,70        | 08.191                            | Das Bützower Rathaus                                                                             |
| Crivitz                | Wappen der Stadt Crivitz                 | Ludwigslust-Parchim         | 1302             | 1302              | 075,48        | 04.760                            | Stadtkirche in Crivitz                                                                           |
| Dargun                 | Wappen der Stadt Dargun                  | Mecklenburgische Seenplatte | 1172             | 1938              | 117,15        | 04.318                            | Darguner Kloster und Schlossruine                                                                |
| Dassow                 | Wappen der Stadt Dassow                  | Nordwestmecklenburg         | 1219             | 1938              | 066,54        | 04.021                            | Der Lütgenhof in Dassow                                                                          |
| Demmin                 | Wappen der Stadt Demmin                  | Mecklenburgische Seenplatte | 1070             | [0]1236           | 081,56        | 10.293                            | Hafen und Kahldenbrücke über die Peene                                                           |
| Dömitz                 | Wappen der Stadt Dömitz                  | Ludwigslust-Parchim         | 1235             | 1259              | 060,38        | 02.967                            | Marktplatz von Dömitz mit Fachwerkhäusern                                                        |
| Eggesin                | Wappen der Stadt Eggesin                 | Vorpommern-Greifswald       | 1216             | 1966              | 088,01        | 04.785                            | Eggesiner Fachwerkkirche                                                                         |
| Franzburg              | Wappen der Stadt Franzburg               | Vorpommern-Rügen            | 1231             | 1587              | 015,19        | 01.353                            | Franzburger Klostergarten                                                                        |
| Friedland              | Wappen der Stadt Friedland (Mecklenburg) | Mecklenburgische Seenplatte | 1244             | 1244              | 097,64        | 06.550                            | Neubrandenburger Tor und Marienkirche in Friedland                                               |
| Gadebusch              | Wappen der Stadt Gadebusch               | Nordwestmecklenburg         | 1194             | 1225              | 047,65        | 05.459                            | Backsteingotisches Rathaus Gadebusch                                                             |
| Garz/Rügen             | Wappen der Stadt Garz/Rügen              | Vorpommern-Rügen            | 1207             | 1319              | 065,44        | 02.256                            | Ernst Moritz Arndt-Geburtshaus in Garz                                                           |
| Gnoien                 | Wappen der Stadt Gnoien                  | Rostock                     | 1257             | 1290              | 041,08        | 02.867                            | Ehemalige großherzogliche Post Gnoien                                                            |
| Goldberg               | Wappen der Stadt Goldberg (Mecklenburg)  | Ludwigslust-Parchim         | 1227             | 1248              | 064,85        | 03.372                            | Rathaus von Goldberg                                                                             |
| Grabow                 | Wappen der Stadt Grabow (Elde)           | Ludwigslust-Parchim         | 1186             | 1252              | 047,68        | 05.573                            | Rathaus am Marktplatz von Grabow                                                                 |
| Greifswald             | Wappen der Hansestadt Greifswald         | Vorpommern-Greifswald       | 1241             | 1250              | 050,50        | 60.071                            | Ernst-Moritz-Arndt-Universität Greifswald                                                        |
| Grevesmühlen           | Wappen der Stadt Grevesmühlen            | Nordwestmecklenburg         | 1226             | 1261              | 052,32        | 10.398                            | Windmühle Grevesmühlen                                                                           |
| Grimmen                | Wappen der Stadt Grimmen                 | Vorpommern-Rügen            | 1267             | 1287              | 050,29        | 09.649                            | Der Grimmener Wasserturm                                                                         |
| Güstrow                | Wappen der Stadt Güstrow                 | Rostock                     | 1222             | 1228              | 070,86        | 29.582                            | Schloss Güstrow                                                                                  |
| Gützkow                | Wappen der Stadt Gützkow                 | Vorpommern-Greifswald       | 1301             | 1353              | 042,68        | 02.955                            | Gützkower Rathaus                                                                                |
| Hagenow                | Wappen der Stadt Hagenow                 | Ludwigslust-Parchim         | [0]1190          | 1754              | 067,44        | 12.344                            | Die Altstadt und Stadtkirche in Hagenow                                                          |
| Jarmen                 | Wappen der Stadt Jarmen                  | Vorpommern-Greifswald       | 1269             | 1720              | 030,64        | 02.846                            | Hafen an der Peene in Jarmen                                                                     |
| Klütz                  | Wappen der Stadt Klütz                   | Nordwestmecklenburg         | 1188             | 1938              | 044,12        | 03.128                            | Schloss Bothmer                                                                                  |
| Krakow am See          | Wappen der Stadt Krakow am See           | Rostock                     | 1298             | 1467              | 087,07        | 03.443                            | Panorama der Stadt Krakow am See                                                                 |
| Kröpelin               | Wappen der Stadt Kröpelin                | Rostock                     | 1177             | 1249              | 067,26        | 04.816                            | Blick auf die Galerieholländerwindmühle vom Markt aus                                            |
| Kühlungsborn           | Wappen der Stadt Kühlungsborn            | Rostock                     | [0]1938          | 1938              | 016,16        | 08.084                            | Strand und Promenade in Kühlungsborn                                                             |
| Laage                  | Wappen der Stadt Laage                   | Rostock                     | 1216             | 1336              | 081,27        | 06.555                            | Das Rathaus in Laage                                                                             |
| Lassan                 | Wappen der Stadt Lassan                  | Vorpommern-Greifswald       | 1136             | 1274              | 027,98        | 01.473                            | St. Johannis in Lassan                                                                           |
| Loitz                  | Wappen der Stadt Loitz                   | Vorpommern-Greifswald       | 1242             | 1242              | 089,53        | 04.254                            | Die Loitzer Marina mit ehemaligem Kleinbahnhof                                                   |
| Lübtheen               | Wappen der Stadt Lübtheen                | Ludwigslust-Parchim         | 1363             | 1938              | 119,69        | 04.621                            | Gutshaus in Quassel bei Lübtheen                                                                 |
| Lübz                   | Wappen der Stadt Lübz                    | Ludwigslust-Parchim         | 1308             | [0]1456           | 049,12        | 06.146                            | Amtsturm in der Lübzer Altstadt                                                                  |
| Ludwigslust            | Wappen der Stadt Ludwigslust             | Ludwigslust-Parchim         | 1754             | 1876              | 078,30        | 12.420                            | Das Ludwigsluster Schloss                                                                        |
| Malchin                | Wappen der Stadt Malchin                 | Mecklenburgische Seenplatte | 1236             | 1236              | 094,50        | 07.231                            | Das Kalensche Tor Malchin                                                                        |
| Malchow                | Wappen der Stadt Malchow                 | Mecklenburgische Seenplatte | 1147             | 1235              | 044,60        | 06.558                            | Das mecklenburgische Orgelmuseum in der Klosterkirche zu Malchow                                 |
| Marlow                 | Wappen der Stadt Marlow                  | Vorpommern-Rügen            | 1210             | 1459              | 139,81        | 04.673                            | Der Marktplatz und das Rathaus von Marlow                                                        |
| Mirow                  | Wappen der Stadt Mirow                   | Mecklenburgische Seenplatte | 1226             | 1919              | 084,08        | 03.871                            | Schloss Mirow                                                                                    |
| Neubrandenburg         | Wappen der Stadt Neubrandenburg          | Mecklenburgische Seenplatte | 1248             | 1248              | 085,65        | 64.390                            | Neubrandenburg im Morgennebel, von Caspar David Friedrich                                        |
| Neubukow               | Wappen der Stadt Neubukow                | Rostock                     | 1260             | 1435              | 024,99        | 04.019                            | Neubukower Kirche und Rathaus am Markt                                                           |
| Neukalen               | Wappen der Stadt Neukalen                | Mecklenburgische Seenplatte | [0]1174          | [00]1253          | 046,84        | 01.753                            | Rathaus von Neukalen                                                                             |
| Neukloster             | Wappen der Stadt Neukloster              | Nordwestmecklenburg         | 1219             | 1938              | 027,49        | 03.974                            | Die Klosterbau Neukloster                                                                        |
| Neustadt-Glewe         | Wappen der Stadt Neustadt-Glewe          | Ludwigslust-Parchim         | 1248             | 1248              | 093,91        | 06.974                            | Die Alte Burg                                                                                    |
| Neustrelitz            | Wappen der Stadt Neustrelitz             | Mecklenburgische Seenplatte | 1733             | 1733              | 138,15        | 20.385                            | Schlosskirche Neustrelitz                                                                        |
| Parchim                | Wappen der Stadt Parchim                 | Ludwigslust-Parchim         | 1170             | 1226              | 106,61        | 18.270                            | Postamt Parchim                                                                                  |
| Pasewalk               | Wappen der Stadt Pasewalk                | Vorpommern-Greifswald       | 1121             | [00]1251          | 054,99        | 09.785                            | Amtsgericht von Pasewalk                                                                         |
| Penkun                 | Wappen der Stadt Penkun                  | Vorpommern-Greifswald       | 1240             | 1269              | 078,63        | 01.756                            | Schloss Penkun                                                                                   |
| Penzlin                | Wappen der Stadt Penzlin                 | Mecklenburgische Seenplatte | 1170             | 1263              | 115,47        | 04.053                            | Penzliner Burg                                                                                   |
| Plau am See            | Wappen der Stadt Plau am See             | Ludwigslust-Parchim         | 1235             | 1226              | 115,99        | 06.166                            | Kanal in Plau am See                                                                             |
| Putbus                 | Wappen der Stadt Putbus                  | Vorpommern-Rügen            | 1810             | 1810              | 066,60        | 04.492                            | Circus Putbus                                                                                    |
| Rehna                  | Wappen der Stadt Rehna                   | Nordwestmecklenburg         | 1230             | 1791              | 022,52        | 03.638                            | Das Kloster Rehna                                                                                |
| Rerik                  | Wappen der Stadt Rerik                   | Rostock                     | [00]1238         | [00]1938          | 033,45        | 02.186                            | Seebrücke von Rerik                                                                              |
| Ribnitz-Damgarten      | Wappen der Stadt Ribnitz-Damgarten       | Vorpommern-Rügen            | 1950             | 1950              | 122,20        | 15.729                            | Rostocker Tor und Marienkirche in Ribnitz                                                        |
| Richtenberg            | Wappen der Stadt Richtenberg             | Vorpommern-Rügen            | 1231             | 1297              | 015,63        | 01.365                            | Richtenberg und Richtenberger See                                                                |
| Röbel/Müritz           | Wappen der Stadt Röbel/Müritz            | Mecklenburgische Seenplatte | 1226             | 1261              | 030,17        | 05.012                            | Luftbild auf den Stadtkern von Röbel                                                             |
| Rostock                | Wappen der Hansestadt Rostock            | Kreisfreie Stadt            | 1161             | vor 1218          | 181,44        | 210.7950                          | Rostock-Warnemünde – Strand, Leuchtturm und Teepott                                              |
| Sassnitz               | Wappen der Stadt Sassnitz                | Vorpommern-Rügen            | [00]1906         | 1957              | 046,45        | 09.169                            | Hängebrücke zum Sassnitzer Hafen                                                                 |
| Schönberg              | Wappen der Stadt Schönberg (Mecklenburg) | Nordwestmecklenburg         | 1219             | 1822              | 038,09        | 04.674                            | Blick über den Oberteich auf die St.-Laurentius-Kirche                                           |
| Schwaan                | Wappen der Stadt Schwaan                 | Rostock                     | 1276             | 1276              | 038,28        | 05.061                            | Schwaaner Kirche und Rathaus                                                                     |
| Schwerin               | Wappen der Landeshauptstadt Schwerin     | Kreisfreie Stadt            | 1018             | 1160              | 130,46        | 98.733                            | Schweriner Schloss, Sitz des Landtages von Mecklenburg-Vorpommern                                |
| Stavenhagen            | Wappen der Stadt Stavenhagen             | Mecklenburgische Seenplatte | 1230             | 1264              | 040,84        | 05.768                            | Barockes Schloss Stavenhagen                                                                     |
| Sternberg              | Wappen der Stadt Sternberg               | Ludwigslust-Parchim         | 1248             | 1248              | 067,67        | 03.943                            | Die Sternberger Kirche hinter der Stadtmauer                                                     |
| Stralsund              | Wappen der Hansestadt Stralsund          | Vorpommern-Rügen            | 1234             | 1234              | 038,97        | 59.450                            | Silhouette von Stralsund mit Strelasund                                                          |
| Strasburg (Uckermark)  | Wappen der Stadt Strasburg (Uckermark)   | Vorpommern-Greifswald       | [00]1250         | [00]1250          | 086,83        | 04.399                            | Pfarrkirche von Strasburg (Uckermark)                                                            |
| Tessin                 | Wappen der Stadt Tessin                  | Rostock                     | 1121             | 1343              | 024,52        | 04.019                            | Tessiner Kirche                                                                                  |
| Teterow                | Wappen der Stadt Teterow                 | Rostock                     | [00]1215         | [00]1272          | 047,17        | 08.459                            | Rennstrecke Teterower Bergring                                                                   |
| Torgelow               | Wappen der Stadt Torgelow                | Vorpommern-Greifswald       | 1281             | 1945              | 049,46        | 09.269                            | Christuskirche in Torgelow                                                                       |
| Tribsees               | Wappen der Stadt Tribsees                | Vorpommern-Rügen            | 1136             | 1285              | 054,75        | 02.694                            | Blick auf Tribsees mit Trebel                                                                    |
| Ueckermünde            | Wappen der Stadt Ueckermünde             | Vorpommern-Greifswald       | 1178             | 1260              | 084,69        | 08.638                            | Strand von Ueckermünde                                                                           |
| Usedom                 | Wappen der Stadt Usedom                  | Vorpommern-Greifswald       | 1128             | 1298              | 038,57        | 01.723                            | Marienkirche und Fachwerkhaus in der Stadt Usedom                                                |
| Waren (Müritz)         | Wappen der Stadt Waren (Müritz)          | Mecklenburgische Seenplatte | [00]1260         | [00]1260          | 158,39        | 21.217                            | Müritz Sail in Waren                                                                             |
| Warin                  | Wappen der Stadt Warin                   | Nordwestmecklenburg         | 1178             | 1306              | 044,26        | 03.271                            | Stiftskirche in Warin                                                                            |
| Wesenberg              | Wappen der Stadt Wesenberg (Mecklenburg) | Mecklenburgische Seenplatte | 1252             | 1252              | 089,43        | 03.029                            | Die Wesenberger Burg                                                                             |
| Wismar                 | Wappen der Hansestadt Wismar             | Nordwestmecklenburg         | 1147             | 1226              | 041,36        | 44.022                            | Die Wasserkunst (links im Hintergrund das 1817–1819 erbaute Rathaus und das Reuterhaus am Markt) |
| Wittenburg             | Wappen der Stadt Wittenburg              | Ludwigslust-Parchim         | 1154             | 1230              | 046,25        | 06.418                            | Rathaus von Wittenburg                                                                           |
| Woldegk                | Wappen der Stadt Woldegk                 | Mecklenburgische Seenplatte | [00]1236         | 1298              | 103,70        | 04.209                            | Museumsmühle                                                                                     |
| Wolgast                | Wappen der Stadt Wolgast                 | Vorpommern-Greifswald       | 1123             | 1257              | 061,52        | 12.092                            | Peenebrücke in Wolgast                                                                           |
| Zarrentin am Schaalsee | Wappen der Stadt Zarrentin am Schaalsee  | Ludwigslust-Parchim         | 1139             | 1938              | 091,89        | 05.518                            | Konventsgebäude                                                                                  |

## Ehemalige Städte auf dem Gebiet des heutigen Landes Mecklenburg-Vorpommern
| Stadt     | ehemal. Wappen  | Landkreis                   | erst- erwähnt | Stadt von – bis |                                                                        |
| --------- | --------------- | --------------------------- | ------------- | --------------- | ---------------------------------------------------------------------- |
| Altkalen  | nicht vorhanden | Rostock                     | 1174          | 1253–1281       | Vergabe des Stadtrechts an Neukalen                                    |
| Damgarten |                 | Vorpommern-Rügen            | 1258          | 1258–1950       | 1950 Fusion mit Ribnitz zu Ribnitz-Damgarten                           |
| Feldberg  |                 | Mecklenburgische Seenplatte | 1256          | 1919–1999       | am 13. Juni 1999 in der Gemeinde Feldberger Seenlandschaft aufgegangen |
| Kummerow  | nicht vorhanden | Mecklenburgische Seenplatte | 1222          | 1255–1671       | nach weitgehender Entvölkerung im Dreißigjährigen Krieg                |
| Ribnitz   |                 | Vorpommern-Rügen            | 1210          | 1233–1950       | 1950 Fusion mit Damgarten zu Ribnitz-Damgarten                         |
| Strelitz  | nicht vorhanden | Mecklenburgische Seenplatte | 1278          | 1349–1931       | 1931 Eingemeindung nach Neustrelitz                                    |